# Liste der Monuments historiques in Voisines (Haute-Marne)
Die Liste der Monuments historiques in Voisines führt die Monuments historiques in der französischen Gemeinde Voisines auf.

## Liste der Immobilien
| Bezeichnung                      | Beschreibung                 | Standort           | Kennzeichnung | Schutzstatus | Datum | Bild           |
| -------------------------------- | ---------------------------- | ------------------ | ------------- | ------------ | ----- | -------------- |
| Kirche Notre-Dame-de-la-Nativité | ab dem 11. Jahrhundert       | Rue Manny (Lage)   | PA00079287    | Classé       | 1925  | weitere Bilder |
| Brücke über die Suize            | dreibogige Brücke, nach 1811 | Rue du Mont (Lage) | PA52000013    | Inscrit      | 1996  |                |

## Liste der Objekte
| Bezeichnung                       | Beschreibung                               | Standort                                       | Kennzeichnung | Schutzstatus | Datum | Bild |
| --------------------------------- | ------------------------------------------ | ---------------------------------------------- | ------------- | ------------ | ----- | ---- |
| Gemälde Heiliger Rochus           | Ölfarbe auf Holz, 17. Jahrhundert          | in der Kirche Notre-Dame-de-la-Nativité (Lage) | PM52001305    | Classé       | 1978  |      |
| Wandgemälde                       | bezeichnet 1534                            | in der Kirche Notre-Dame-de-la-Nativité (Lage) | PM52001302    | Classé       | 1939  |      |
| Skulptur Madonna mit Kind         | Kalkstein, farbig gefasst, 16. Jahrhundert | in der Kirche Notre-Dame-de-la-Nativité (Lage) | PM52001303    | Classé       | 1965  |      |
| Gemälde Stiftung des Rosenkranzes | Ölfarbe auf Holz, 17. Jahrhundert          | in der Kirche Notre-Dame-de-la-Nativité (Lage) | PM52001304    | Classé       | 1978  |      |